# 伊斯利斯貝格

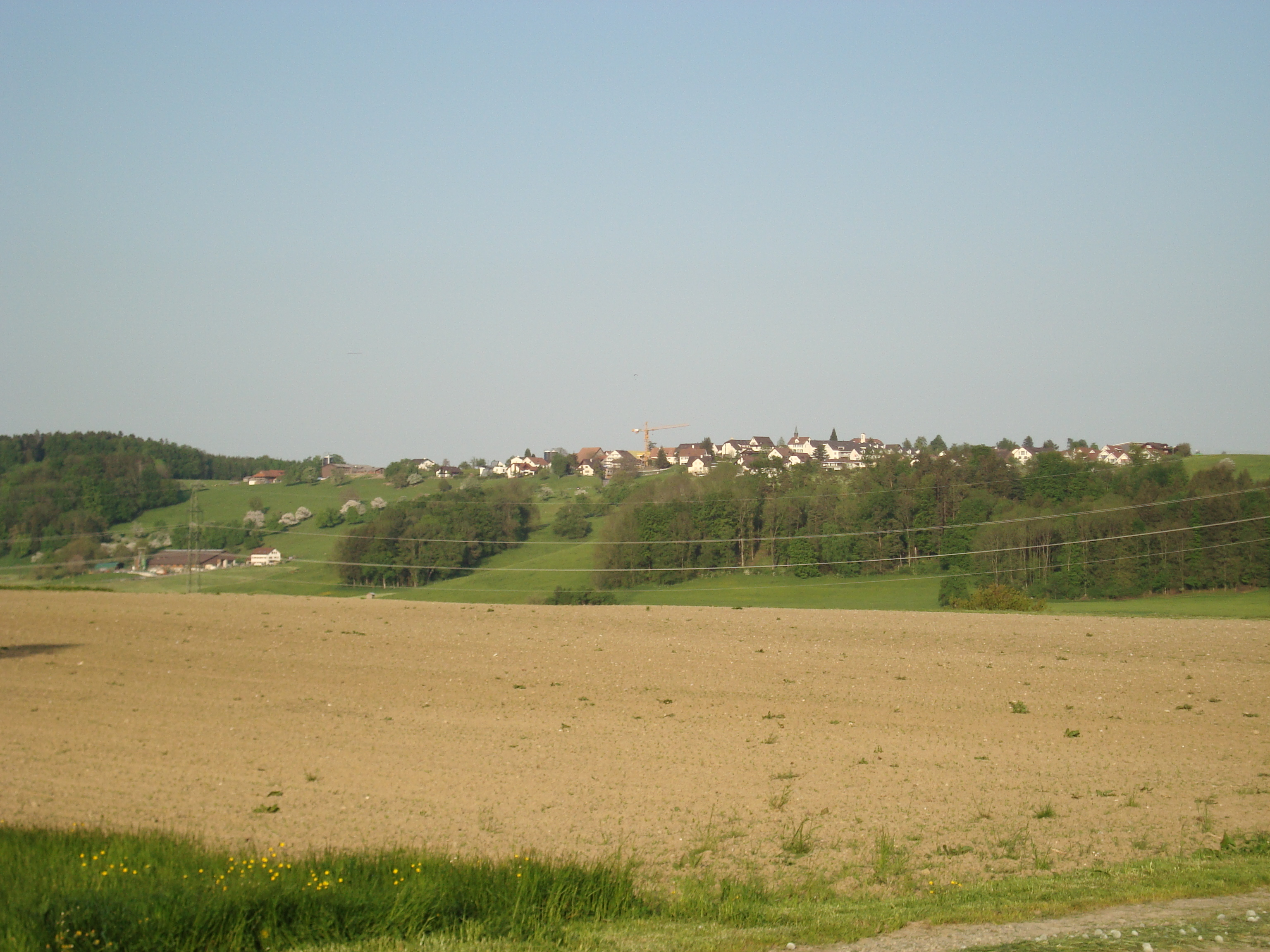

伊斯利斯貝格是瑞士的城鎮，位於該國北部，由阿爾高州負責管轄，面積1.66平方公里，海拔高度680米，2012年人口593，五成半人口信奉羅馬天主教，人口密度每平方公里357人。